# Jean de Bethencourt
Jean de Béthencourt (Grainville-la-Teinturière, 1360 - Grainville-la-Teinturière, 1425) fou un noble d'origen normand que va començar el procés conquistador sistemàtic de les illes Canàries. Paradigma de comerciant corsari precapitalista, va ser comerciant de teles i va participar en expedicions contra Tunis. Les descripcions de l'època parlen d'un home cruel i superb i pel que sembla patia de lepra.
Va ser escuder i xambelà del rei Carles IV de França, va entrar en contacte amb la corona de Castella a través del seu parent Rubín de Braquemon, molt relacionat amb Enric III de Castella, i va aconseguir els drets de conquesta de les illes. L'expedició va comptar amb l'ajuda militar de Gadifer de la Salle i el suport econòmic de la Santa Seu, que va promulgar butlles d'indulgència per a qui financés l'empresa.

## La conquesta de les Illes Canàries
L'expedició va partir de La Rochelle rumb a Cadis l'1 de maig de 1402 amb dos-cents vuitanta tripulants, la majoria corsaris i mercenaris gascons i normands a la recerca de lucre ràpid. També hi viatjaven els frares franciscans Pierre Bontier i Jean Le Verrier, capellans domèstics dels capitans i cronistes del viatge a Le Canarien, i dos nadius canaris capturats per expedicions castellanes prèvies i ja batejats. A Cadis deserta bona part de l'expedició, restant-ne només cinquanta-tres. En el moment d'arribar a la costa nord de Lanzarote la població local estava ja en decadència franca. Béthencourt fou rebut de manera amistosa pel rei Guardafia, fill de la princesa Ico, i es comprometé a evitar els atacs pirates. Manà construir un castell a la Costa del Rubicón. L'atac sobre l'illa de Fuerteventura acabà en desastre, degut al motí de la tripulació i una gravíssima manca de queviures. La conquesta es tornà impossible pel baix nombre d'efectius i les disensions internes, i Béthencourt tornà a Castella per a aconseguir més suports, deixant l'illa en mans de Gadifer de la Salle i Berthin de Beneval. Béthencourt torna amb el decret reial que li atorgava la senyoria de l'illa de Lanzarote i amb l'ordre de l'antipapa Benet XIII d'Avinyó (el Papa Lluna) d'instaurar el bisbat del Rubicón. A la seva arribada la resistència dels nadius havia estat esclafada per Gadifer de la Salle. Els indígenes, amb el rei Guardafia al capdavant, es rendiren el 1404 i foren convertits al cristianisme.
Amb l'ajut dels nadius de Lanzarote inicià la conquesta de Fuerteventura, però els intents de conquesta de Gran Canària i La Palma fracassaren. Béthencourt no va tractar mai de conquerir Tenerife, que de fet fou l'última illa en ser conquerida. Gadifer de la Salle es va veure obligat a abandonar l'illa per a reclamar-la davant els reis castellans, cosa que mai aconseguí. Béthencourt cedí els seus drets al seu parent Maciot de Bethencourt i abandonà Lanzarote per a no tornar-hi més.

## El seu nom
El seu nom roman en el topònim de l'antiga capital de Fuerteventura, Betancuria. Després de la conquesta, molts aborígens (així com moriscs) foren batejats amb el cognom del normand. Actualment en trobem a Canàries nombroses variants: Bethancur, Bethencur, Betancur, Betencur, Betancour, Betancourt, Betencour, Betencout, Bethancor, Bethencor, Bethencourt, etc. Aquests cognoms es troben presents també en nombrosos descendents de la població canària que van emigrar al nou món. Exemples característics són els expresidents de Veneçuela i Colòmbia, Rómulo Betancourt i Belisario Betancur.

## Obra
- Jean de Béthencourt, Le Canarien: Histoire de la première descouverte et conqueste des Canaries, faite dès l'an 1402 escrite du temps mesme par Jean de Béthencourt, plus un Traicté de la navigation et des voyages de descouverte et conquestes modernes et principales des François (1402-1422), introduction et notes par Gabriel Gravier, Société de l'histoire de Normandie, Rouen, C. Métérie, 1874.